# A biztonság záloga
A biztonság záloga (eredeti cím: Safe)  2012-ben bemutatott amerikai akciófilm, melyet Boaz Yakin írt és rendezett. A főszerepben Jason Statham látható.

## Rövid történet
Egy visszavonult rendőrnek és egykori ketrecharcosnak egy 11 éves kínai kislányt (aki zseniális matematikai memóriával rendelkezik) kell megmentenie az orosz maffia, a kínai triádok, és a korrupt New York-i rendőrség elől.

## Cselekmény
|  | Alább a cselekmény részletei következnek! |

Az exzsaru ketrecharcos Luke Wright (Jason Statham) egy ütéssel véletlenül kiüti amatőr ellenfelét (aki a YouTube-on jelentkezett). A meccset el kellett volna vesztenie, ez feldühíti Emile Docheskit (Sándor Técsy), az orosz maffia vezetőjét, mivel fogadáson egymillió dollárt vesztett emiatt. Ezért az a büntetés, hogy Docheski fia, Vaszilij (Joseph Sikora) és az emberei megölik Wright terhes feleségét, majd azt mondják neki, hogy figyelemmel tartják őt, és ha összebarátkozik bárkivel is, azt megölik, és ha még másnap is otthon lesz, akkor a bejárónőt is. Luke az életét maga mögött hagyja, és antiszociális ingyenélő hajléktalanná válik. Az oroszok egyik éjjel még azt a hajléktalant is megölik, akinek a szálláson Luke odaadta a cipőjét.
Egy kínai általános iskolában tanuló kislányt, Meit (Catherine Chan) áthelyezik, hogy speciálisabb iskolában tanuljon, mert zseni matematikából, emellett fotografikus emlékezettel rendelkezik (amit egyszer elolvas, azt meg is jegyzi). Nem sokkal később elrabolják az utcán a kínai triádok, Han Jiao (James Hong) emberei, aki tudomást szerzett a lány tehetségéről. Han emberi számítógépként kívánja használni Meit, mert tudja, hogy bűnügyi vállalkozásának digitális lábnyomai lenyomozhatók. Elküldi Meit Quan Chang-hoz (Reggie Lee), egyik emberéhez New York City-be, hogy vigyázzon rá.
Egy évvel később Mei teljesen beépült a triád New York-i műveleteibe. Feladata a nyereségek és veszteségek heti elszámolása, de Quan arra is rákényszeríti, hogy végignézzen brutális kivégzéseket. Han megérkezik Kínából egy hosszú számsorral és megkéri Meit, jegyezze meg. Amint memorizálja, és az eredeti számsort elégetik, elviszik egy másik helyre, ahol memorizálnia kell egy másik számsort is. Útközben a járműre rajtaütésszerűen lecsap az orosz maffia, és lövöldözés tör ki; az oroszok magukkal viszik Meit, Emile elé állítják, aki a számsort követeli tőle. Mei visszautasítja, de mielőtt tovább folytatnák a kihallgatást, a korrupt Wolf kapitány (Robert John Burke) által küldött kommandós osztag megérkezik és körbeveszi az épületet. Miközben Wolf kapitány mobilon a kínaiakkal és az oroszokkal is megpróbál alkudozni, hogy minél több pénzt tudjon kicsikarni, a nagy zavarodottságban Mei elmenekül a fürdőszoba ablakán keresztül, és egy közeli metróállomásra megy. Az oroszok nem sokkal lemaradva követik.
Ugyanannál a metróállomásnál Luke éppen azt fontolgatja, hogy az érkező metró elé veti magát, amikor meglátja, hogy a kínai kislány Chemyakin (Igor Jijikine) (a felesége meggyilkolásában részt vevő tettesek egyike) és emberei elől próbál elrejtőzni, ezért meggondolja magát. A kislány és az oroszok beszállnak a metróba, Luke kívülről mászik fel a robogó szerelvényre.
Mikor utoléri az oroszokat, legtöbbjüket kiüti, Chemyakint pedig megöli. Mei leszáll a következő megállónál, ahol két korrupt nyomozó megállítja, akik Wolfnak dolgoznak. Luke odaér, cselekvőképtelenné teszi a nyomozókat. Menekülni kényszerülnek, mert megérkeznek az oroszok. Luke magával viszi Meit a kocsiban, és próbálja meggyőzni a jó szándékairól. Egy kis üldözés után Luke-nak sikerül kiiktatnia az oroszokat.
Luke szerez egy öltönyt és az egyik halott orosz hitelkártyájával kibérel egy előkelő hotelszobát. Megkérdezi Meit, hogy miért üldözik, és Mei elmagyarázza neki a dolgot a számsorról, és hogy túl sok ismétlődő szám van benne ahhoz, hogy véletlenszerű legyen. Luke csinál egy másolatot a számsorról. Röviden ezután megérkeznek a kínaiak a hotelba, akik Mei kikapcsolt mobiltelefonját követték. Luke próbál a kijárat felé menekülni Mei-jel a többi szállóvendéggel együtt, de Quan elfogja a lányt a tűzharc közben. Luke elmenekül, amíg Meit visszaviszik Hanhoz.
Wolf kapitány találkozik Danny Tramello (Chris Sarandon) polgármesterrel, aki megtudja, hogy Luke is ott volt a szállodai lövöldözésnél. A polgármester figyelmezteti Wolfot, hogy legyen óvatos Luke-kal. Elmagyarázza, hogy ő nem csak egy sima zsaru volt, hanem titkos akciókat hajtott végre bűnöző szervezetek vezetőinek kiiktatására.
Luke Chemyakin telefonján felhívja Vaszilijt, eljátssza az orosz szerepét (tökéletesen beszél oroszul), és elmagyarázza, hogy túlélte, és hogy nála van a számsor. Vaszilij összehív egy találkozót egy közeli étteremben. Luke megérkezik, elintézi az oroszokat az étteremben, és elrabolja Vaszilijt. Aztán felhívja Emile-t, és felajánlja Vaszilij biztonságát cserébe azért, hogy elmondja, mi van a széfben, amit keres. Elmondja neki, hogy kikövetkeztette, hogy a számsor, amit Mei memorizált, egy kódolt kombináció, ami kinyit egy széfet. Emile felfedi, hogy a széfben 30 millió dollár van, de a kínaiak masszívan védik, és hogy ötlete nincs, hogy mi van a másik széfben, amit a második kombináció nyit ki.
Mivel szüksége van egy fegyveres csapatra, hogy eljusson a széfhez, Luke felhívja Wolfot és korrupt kollégáit, akik találkoznak vele egy illegális kínai játéktermen kívül. Miután megegyeznek, hogy egyenlően elosztják a pénzt hatuk között, Luke elégeti előttük a számsor másolatát, elmagyarázva, hogy most már ő az egyetlen, aki tudja a kombinációt, ami a széfet nyitja. Ezután a hat férfi betör a klubba, odabent számtalan triád tagot lelőnek, de a saját embereikből is elveszítenek kettőt (az egyiket maga Wolf hagyja cserben). Luke utasítására a széfnél mindenki leteszi a fegyverét a földre, majd elkezdi tárcsázni a számokat. Wolf és a nyomozói megpróbálják megragadni fegyvereiket, ahogy Luke betárcsázza az utolsó számot; Luke megsebesíti Wolfot, és megöli a fennmaradt nyomozókat, aztán kinyittatja a széf ajtaját Wolffal. Ketten távoznak a pénzzel.
A polgármester megadja Luke-nak a sajtótitkára és fiúbarátja, Alex Rosen (Anson Mount) számát. Alex felfedi, hogy a másik széfben egy lemez található, amin nevek, számlaszámok, és más információk vannak  New York-i bűnügyi szervezetekkel kapcsolatban. Luke megállapodik Alex-szel, hogy odaadja neki a pénzt, cserébe adja át neki Meit (aki még a kínaiakkal van).
Alex találkozik a kínaiakkal, és bár fegyvertelen, néhány gyors mozdulattal megöli őket, és magával viszi Meit.
Luke besurran a polgármester irodájába, és fegyvert szegez rá, és követeli, hogy adja oda neki a lemezt. A polgármester engedelmeskedik, ezután Luke kiüti őt, és távozik a lemezzel.
Másnap Alex és Luke találkoznak a „régi helyükön”, egy elhagyatott kikötőnél. Alex Meit elviszi magával a megbeszélt helyre, és amikor Luke odaér, fegyvert fog Meire, és követeli a pénzt Luke-tól, de ő azt mondja, hogy ha kell neki a pénz, akkor harcoljon meg érte. Mindketten lassan leteszik a fegyverüket a földre, és készülnek a verekedésre, de mielőtt elkezdenék, Mei felveszi Alex pisztolyát, és lábon lövi, majd Luke megragadja a sajátját és megöli Alexet. Mei megjegyzi, hogy látta Alexet verekedni, és Luke-nak nem sok esélye lett volna győzni, ezt Luke is elismeri.
Ezt követően Luke ad 50 ezer dollárt Wolf kapitánynak a segítségéért, és arra kéri, hogy vigye vissza Vaszilijt az apjához sértetlenül. A megmaradt pénzt elküldi Hannak és Mei levelet küld neki, amiben azt írja hogy: "a maradék 50 ezret kamatostul visszafizetik, és még arra is emlékezteti, hogy ismeri a New York-i érdekeltségeinek minden számláját, és tudja, milyen útvonalon juttatja el a pénzét Kínába, a levelet azzal zárja, hogy ha nem követik őket, akkor ők se mennek utánuk". Han visszaindul Kínába, és megfogadja, hogy soha többé nem tér vissza New Yorkba. Luke a lemez másolatait szétszórta néhány bank értékmegőrzőjében, a jövőbeli biztonságuk érdekében. Luke megígéri Meinek, hogy a barátja lesz egészen a halála napjáig, ezután Seattle-be viszi egy zseniképző iskolába.
|  | Itt a vége a cselekmény részletezésének! |

## Szereplők
| Színész           | Szerep                                      | Magyar hang       |
| ----------------- | ------------------------------------------- | ----------------- |
| Jason Statham     | Luke Wright                                 | Epres Attila      |
| Catherine Chan    | Mei                                         | Jelinek Éva       |
| Chris Sarandon    | Tramello polgármester                       | Rosta Sándor      |
| Robert John Burke | Wolf kapitány                               | Jakab Csaba       |
| Técsy Sándor      | Emile Docheski, orosz maffiafőnök           | Várday Zoltán     |
| James Hong        | Han Jiao, kínai triádfőnök                  | eredeti nyelven   |
| Reggie Lee        | Quan Chang                                  | Kárpáti Levente   |
| Danny Hoch        | Julius Barkow                               | Kapácsy Miklós    |
| Igor Jijikine     | Chemyakin                                   |                   |
| Anson Mount       | Alex Rosen                                  | Varga Rókus       |
| Danni Lang        | Ling                                        |                   |
| Joseph Sikora     | Vaszilij Docheski, az orosz maffiafőnök fia | Karácsonyi Zoltán |

## A film készítése
A biztonság záloga munkálatainak elkezdését 2010. május 6-án jelentették be. Az Egyesült Államokban a filmet tervek szerint 2011. október 28-án mutatták volna be, majd 2012. március 2-ra csúsztatták az időpontot. Végül 2012. április 27. lett belőle.
Forgatási helyszínek
- New York, New York állam, USA
- Philadelphia, Pennsylvania állam

## Bemutató
Az Amerikai Egyesült Államokban DVD-n és Blu-ray-en 2012. szeptember 4-én jelent meg. Magyarországon 2012. szeptember 6-án adták ki.